# アクセリ・ガッレン＝カッレラ

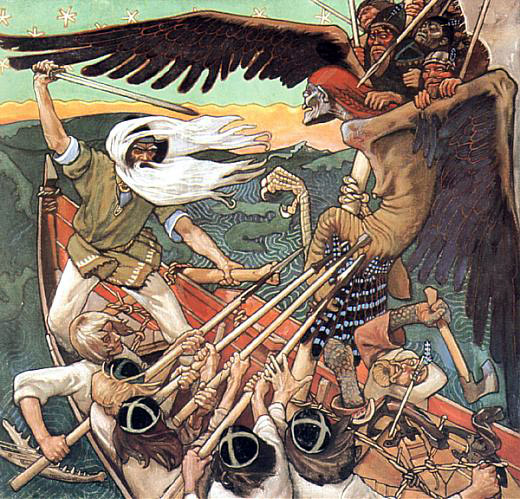
『サンポの防衛』（1896年）トゥルク美術館蔵

アクセリ・ガッレン＝カッレラ（Akseli Gallen-Kallela, 1865年4月26日 - 1931年3月7日）は、フィンランドで最も有名な画家の1人。同国の国民的叙事詩「カレワラ」に関連した絵画を数多く描いたことで知られている。また、同国出身の著名な作曲家ジャン・シベリウスと同年の生まれであり、彼同様、スウェーデン系フィンランド人の出自である。講演旅行の帰途、ストックホルムで客死。
フィンランド西部の湾岸都市ポリに生まれたアクセリは、11歳になるとヘルシンキのグラマースクールに進学し、同時にフィンランド芸術教育の絵画教室に通い始めた。16歳で学校をやめると絵の勉強に専念する。
1884年から1889年にかけてパリに遊学しアカデミー・ジュリアンとフェルナン・コルモンの画塾に通い、伝説の乙女アイノの絵を描いたことから民族意識に目覚めると、フィンランドに帰国。神話叙事詩「カレワラ」を題材とした絵画を描き始めた。

## 主な作品

### カレワラ関連
- 『アイノの物語』 (The Aino triptych) （1891年）
- 『サンポの鍛造』 (Sammon taonta) （1893年）
- 『サンポの防衛』 (Sammon puolustus) （1896年）
- 『レンミンカイネンの母』Lemminkäinen's Mother (Lemminkäisen äiti)（1897年）
- 『ヨウカハイネンの復讐』Joukahainen's Revenge （1897年）
- 『クッレルヴォの呪い』Kullervo's Curse (Kullervon kirous)（1899年）
- 『ワイナミョイネンの旅立ち』 (Väinämöisen lähtö)（1896年-1906年）

### その他の作品
- 『湖畔』Lake View （1901年） フィンランド国立美術館(en)蔵(画像：ヨーロピアナA-2010-173)
- 『ケイテレ湖』 Lake Keitele （1905年） ロンドン・ナショナルギャラリー蔵